# Prionops scopifrons
L'averla piumata frontecastana (Prionops scopifrons (Peters, 1854)) è un uccello passeriforme della famiglia Vangidae.

## Etimologia
Il nome scientifico della specie, scopifrons, deriva dal latino e significa "dalla fronte a scopa", in riferimento alla cresta cefalica erettile: il nome comune di questi uccelli è invece un riferimento alla loro livrea.

## Descrizione

### Dimensioni
Misura 16–18 cm di lunghezza, per 20-40 g di peso.

### Aspetto

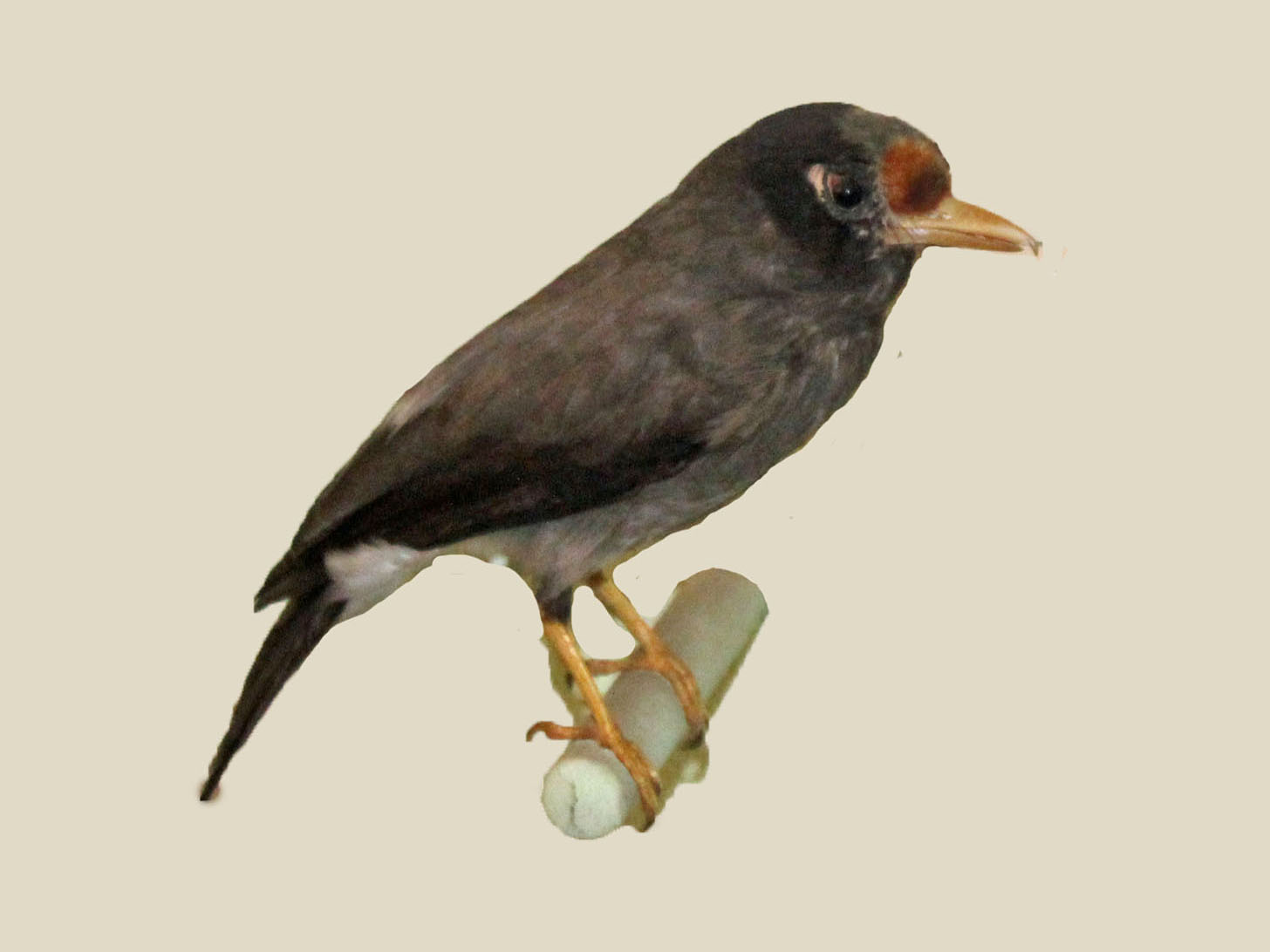
Esemplare impagliato.

Si tratta di uccelli dall'aspetto robusto, muniti di grossa testa squadrata e allungata, becco conico forte e appuntito, dall'estremità ricurva verso il basso, ali arrotondate, coda mediamente lunga e dall'estremità squadrata e zampe forti e grosse, anche se non molto lunghe: nel complesso, questi uccelli mostrano una certa somiglianza con dei merli indiani.
Il piumaggio è nero sulla testa, mentre il dorso e il petto sono di color grigio-ardesia, che si schiarisce divenendo grigio cenere su ventre, fianchi e codione, mentre le ali sono più scure e tendono al nerastro, soprattutto sulle copritrici, che sono ancor più scure: nera è anche la coda, mentre il sottocoda è bianco. La fronte, come intuibile dal nome comune, è di colore bruno-nocciola, con orlo bianco-grigiastro che raggiunge gli occhi.
Il becco e le zampe sono di color carnicino-rosato, mentre gli occhi, piuttosto grandi, sono di colore giallo-arancio, con esteso cerchio perioculare glabro di colore bluastro.

## Biologia

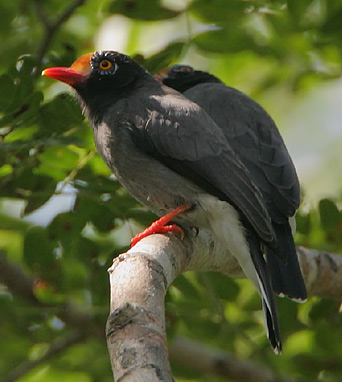
Esemplari della sottospecie kirki in Kenya.

Si tratta di uccelli diurni, che vivono in gruppi familiari di 3-10 individui, formati da una coppia riproduttrice coi figli delle stagioni riproduttive precedenti: i gruppi sono molto uniti e vocali, tenendosi in continuo contatto mediante na serie di richiami, che vanno da suoni fischiati ad altri gracchianti ed aspri, coi più comuni che ricordano il suono dei denti di un pettine strofinati da uno stecchetto.

### Alimentazione
La dieta di questi uccelli è essenzialmente insettivora, componendosi di preferenza di grossi insetti (coleotteri, cicale, cavallette e formicaleoni)  e delle loro larve, bruchi ed altri invertebrati.

### Riproduzione
Si tratta di uccelli monogami, che si riproducono da dicembre a luglio (con picco delle deposizioni fra gennaio e aprile) nel nord dell'areale e da ottobre a dicembre nel sud.
Il nido è a forma di coppa profonda: esso viene edificato con rametti, pezzetti di corteccia e fibre vegetali, e viene ubicato nel folto di un cespuglio o di un albero. Al suo interno la femmina depone 2-5 uova, che cova alternatamente col maschio e con gli altri membri del gruppo per una ventina di giorni, al termine dei quali schiudono pulli ciechi ed implumi.

I nidiacei vengono accuditi da tutti i membri del gruppo (il quale, oltre che dai genitori dei pulli, è composto dai loro fratelli maggiori nati in covate precedenti): pur in grado d'involarsi a partire dalle tre settimane di vita, essi tendono a rimanere presso il proprio gruppo d'appartenenza per un periodo piuttosto lungo, prima di allontanarsene in maniera definitiva e disperdersi.

## Distribuzione e habitat
L'averla piumata frontecastana è diffusa in Africa orientale, della quale occupa un'ampia fascia costiera che va dall'Oltregiuba alla baia di Delagoa: popolazioni di questi uccelli vivono anche in Kenya centrale (area di Meru) ed in Zimbabwe orientale.
L'habitat di questi uccelli è rappresentato dal miombo e dalla foresta a galleria secca.

## Tassonomia
Se ne riconoscono tre sottospecie:

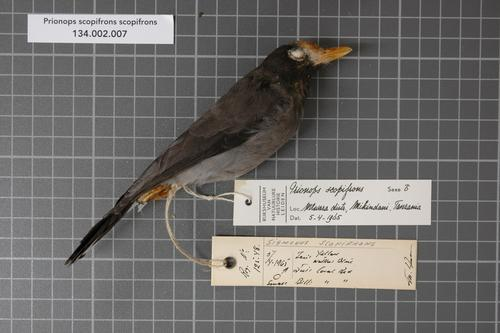
Maschio impagliato della sottospecie nominale.

- Prionops scopifrons scopifrons (Peters, 1854) - la sottospecie nominale, diffusa nella porzione meridionale dell'areale occupato dalla specie, dalla Tanzania sud-orientale al sud del Mozambico;
- Prionops scopifrons kirki (Sclater, 1924) - diffusa nella porzione dell'areale occupato dalla specie, dalla Somalia al nord-est della Tanzania;
- Prionops scopifrons keniensis (van Someren, 1923) - endemica del Kenya centrale;